# سهيلة (بلنسية)
سُهَيلة هي بلدية في منطقة بلنسية بإسبانيا. بلغ عدد سكان البلدية 18،644 نسمة وفقًا لتعداد 2014.